# Vale de Viñales
O Vale de Viñales é uma depressão cárstica em Cuba. O vale tem uma área de 132 km². Localiza-se na Sierra de los Organos, a norte de Viñales, na província de Pinar del Río. Muitas cavernas rodeiam o vale (Cueva del Indio, Cueva de José Miguel). Viñales é um grande ponto de turismo, onde os turistas se dedicam à escalada.
No vale, habitam muitas plantas endémicas. A flora inclui espécies como Bombax emarginatum, Gaussia, Microcycas ou Ekmanhianthes actinophilla, enquanto que a fauna inclui o Beija-flor, Priotelus temnurus, o Todus Multicolor, Myadestes elisabeth ou o Tiaras canura.
Em 1999, a Unesco declarou o Vale de Viñales Património Mundial da Unesco devido à sua beleza natural e pela arquitetura vernacular